# Самоделкин (мультфильмы)
«Самоделкин» — цикл из 7 рисованных мультфильмов, который создал режиссёр Вахтанг Бахтадзе вместе со сценаристом Ниной Бенашвили на студии «Грузия-фильм» с 1957 года по 1983 год.
- 1957 Приключения Самоделкина (8 мин.)
- 1959 После гудка (Концерт Самоделкина) (8 мин.)
- 1962 Самоделкин-спортсмен (23 мин.)
- 1971 Самоделкин в космосе (10 мин.)
- 1977 Самоделкин под водой (10 мин.)
- 1980 Самоделкин на выставке (10 мин.)
- 1983 Подарок Самоделкина (10 мин.)

## Сюжет
- Приключения Самоделкина

Однажды в мастерской юных техников упал с полки магнит. Притянул к себе лежащие неподалёку шестерёнку, винтики, гаечки и превратился в человечка. «Кто ты такой?» — спросили его тиски. "Я — мастер Самоделкин. Лучший друг тех, кто любит строить и чинить! — ответил человечек. Самоделкин сел на чудесный вездеход и уехал. Вездеход можно было превращать в самолёт и катер, вертолёт и обычный автомобиль. По дороге Самоделкин помог мальчику починить мотороллер, девочке — вернуть уплывший кораблик, юному изобретателю — наладить воздушную пушку, а потом научил как построить дождевальную машину. Самоделкин полетел дальше, чтобы помочь другим детям, которые любят всё делать своими руками.
- После гудка (Концерт Самоделкина)

Закончилась работа на заводе. Ушли рабочие домой и началась сказка. Ожили винтики и гаечки, молоток и рубанок, зубило и отвёртка. «Мы хорошо потрудились, а теперь можно и повеселиться!» — сказал молоток. Детали подняли такой шум, что его услышал Самоделкин, летевший на своём вездеходе. Он предложил устроить концерт и сделать музыкальные инструменты. Закипела работа и вот наконец всё готово. Состоялся весёлый концерт и никакие происки бракованных деталей не смогли помешать успеху.
- Самоделкин-спортсмен

Самоделкин снова прилетел на завод и устроил производственную гимнастику. Затем он организовал спортивные соревнования. Бракованные детали снова хулиганили и пакостили, но полностью проиграли.
- Самоделкин в космосе.

Юные техники построили ракету и назвали её «Мечта». А кого послать на ней в космос, они не знали. Вдруг появился мастер Самоделкин и ребята очень обрадовались. Ракета взлетела с Земли и Самоделкин полетел в космос. Он сфотографировал Сатурн и его кольца, но по пути домой ещё помог обитателям Хрустальной планеты избавиться от пиратов.
- Самоделкин под водой.

На берегу моря мальчик играл со своей собакой. В воде собаку подкараулила рыба-чёрт и утащила на дно моря к скучающему морскому царю Осьминогу. Самоделкин бросился на помощь. По пути он спас дельфина от акулы. Морскому царю Самоделкин подарил робота-собаку, а живую собаку вернул мальчику.
- Подарок Самоделкина.

Самоделкин с борта своего корабля наблюдал за мальчиком-изобретателем, который мастерил автомобиль. Но из его творения вылетало такое чёрное облако, что разбегались звери и птицы. Самоделкин спустился и переделал в электромобиль, чтобы не было вреда окружающей среде.

## Отзыв критика
В 1957 году В. Бахтадзе совместно со сценаристом Н. Бенашвили и художником А. Бердзенишвили начинает фильмом «Приключения Самоделкина» серию своих картин, посвященных необычному современному герою — «механическому человечку», мастеру на все руки. Самоделкин, представляющий собой конструкцию из магнита, трубок и шестерен и олицетворяющий современные технические знания, становится героем фильмов Вахтанга Бахтадзе («После гудка», 1959; «Самоделкин-спортсмен», 1961; «Самоделкин в космосе», 1971; «Самоделкин под водой», 1977; «Самоделкин на выставке», 1980) и завоевывает популярность у детского зрителя. «Приключения Самоделкина» получают призы на Всесоюзном кинофестивале в Москве и на Международном кинофестивале в Сан-Франциско. В этом цикле фильмов, как и в других работах В. Бахтадзе, проблемы общечеловеческие сочетаются с национальными мотивами творчества, ярким колоритом грузинского типажа, пейзажа, музыки, характерными особенностями рисованного жеста и мимики.
— Асенин С.В. Пути советской мультипликации - Мир мультфильма.)

## Призы и награды
1. 1959 — ВКФ Всесоюзный кинофестиваль в Москве, Премия («Приключения Самоделкина»)
2. 1960 — Международный кинофестиваль в Сан-Франциско, США, Приз («Приключения Самоделкина»).[3]